# Лев, Ефим Борисович
Ефим Борисович Лев (1906—1982) — полковник Советской Армии, участник Великой Отечественной войны, Герой Советского Союза (1945), лишён всех званий и наград в связи с осуждением.

## Биография
Ефим Лев родился 23 октября 1906 года в деревне Сергеенки (ныне — Тёмкинский район Смоленской области). По национальности еврей. Окончил семь классов школы в селе Вырубово. В октябре 1928 года был призван в Рабоче-Крестьянскую Красную Армию. После окончания полковой школы 190-го стрелкового полка 64-й стрелковой дивизии Белорусского военного округа проходил службу в должности командира отделения. В 1929 году вступил в ВКП(б). В 1930 году Лев был демобилизован. После демобилизации жил и работал в Магнитогорске, занимал должность парторга «Магнитостроя».
В июне 1936 года Лев был вновь призван в Красную Армию. С июня 1938 года политрук Лев занимал должность инструктора пропаганды в Уральском военном округе, затем стал инструктором политотдела, старшим инструктором по пропаганде политотдела 170-й стрелковой дивизии. С июня 1940 года занимал ту же должность в 6-й танковой дивизии Закавказского военного округа.
На фронтах Великой Отечественной войны с ноября 1941 года. К этому времени он имел звание батальонного комиссара и должность военного комиссара 819-го стрелкового полка 396-й стрелковой дивизии. Принимал участие в боях в Крыму. В марте 1942 года получил лёгкое ранение в голову. Затем Лев был переведён на Северо-Кавказский фронт, где воевал до августа 1942 года, а затем до ноября 1942 года — на Закавказский фронт. В феврале 1943 года Лев окончил курсы «Выстрел» в Солнечногорске.
С апреля 1943 года майор Лев был командиром 1376-го стрелкового полка 417-й стрелковой дивизии, принимал участие в боях на Северо-Кавказском и 4-м Украинском фронтах. 8 августа 1943 года Лев вновь получил лёгкое ранение в голову.
2 ноября 1943 года один из батальонов 1376-го полка форсировал Днепр с целью освобождения Каховки. Плацдарм удержать батальону не удалось, и подразделение погибло почти в полном составе через несколько дней. За эти бои Лев был награждён орденом Красного Знамени. 19 января 1944 года 417-я дивизия была передана в резерв фронта, а уже в феврале — переброшена на северный берег Сиваша в рамках подготовки к Крымской наступательной операции. Форсировав Сиваш, полк Льва 9 апреля 1944 года перешёл в наступление совместно с остальными подразделениям, задействованными в операции. 417-я дивизия прорвала несколько немецких оборонительных укреплений, а затем приняла участие в освобождении Севастополя. Полк Льва действовал на левом фланге дивизии, за три дня уничтожив несколько сотен немецких солдат и офицеров, несколько дотов, дзотов и огневых точек.
За освобождение Севастополя более 120 человек было представлено к званию Героя Советского Союза, в том числе и Лев. 24 марта 1945 года за «умелое командование стрелковым полком, образцовое выполнение боевых заданий командования на фронте борьбы с немецко-фашистским захватчиками и проявленные при этом мужество и героизм» подполковник Лев был удостоен высокого звания Героя Советского Союза с вручением ордена Ленина и медали «Золотая Звезда» за номером 6372.
После окончания боёв в Крыму 417-я дивизия была передана 1-му Прибалтийскому фронту. Во время Шяуляйской наступательной операции 1376-й полк принимал участие в боях за освобождение города Паневежиса в Литовской ССР, за что получил почётное наименование «Паневежский».
После окончания войны продолжил службу в Советской Армии. С сентября 1946 года Лев командовал 264-м отдельным стрелковым батальоном 45-й отдельной стрелковой бригады Уральского военного округа. В 1947 году вторично окончил курсы «Выстрел». С ноября 1953 года занимал должность командира стрелкового полка. 13 декабря 1954 года Лев был уволен в запас с правом ношения военной формы. Проживал в городе Челябинске.
В сентябре 1960 года Лев был арестован по обвинению в половом сношении с лицом не достигшим половой зрелости (статья 119 УК РСФСР) и в октябре того же года осуждён к 8 годам лишения свободы. 22 ноября 1961 года Указом Президиума Верховного Совета СССР Ефим Лев был лишён всех званий и наград.
Ветераны 417-й стрелковой дивизии неоднократно писали ходатайства в Верховный Совет СССР с просьбой вернуть Льву звания и награды, но все они были отклонены.
Освободившись из мест лишения свободы, проживал в Челябинской области, затем в Челябинске. Скончался 2 мая 1982 года.
Был также награждён тремя орденами Красного Знамени (1943, 1943, 1954), орденами Кутузова 3-й степени (1944), Отечественной войны 1-й степени, Красной Звезды (1949), двумя медалями «За боевые заслуги» (1943, 1945), «За оборону Кавказа», «За взятие Берлина», «30 лет Советской Армии и Флота».